# Stetigkeitssatz von Lévy
Der Stetigkeitssatz von Lévy, teils auch nur kurz Stetigkeitssatz genannt, ist ein mathematischer Lehrsatz aus der Wahrscheinlichkeitstheorie. Er stellt eine Verbindung zwischen der schwachen Konvergenz von Wahrscheinlichkeitsmaßen und der punktweisen Konvergenz der entsprechenden charakteristischen Funktionen her. Anwendung findet der Satz beispielsweise als Hilfsmittel bei dem Beweis des zentralen Grenzwertsatzes. Er ist nach Paul Lévy benannt.

## Vorbemerkung
Der Stetigkeitssatz existiert in mehreren Varianten:
- Teils wird er nur für Wahrscheinlichkeitsmaße in {\displaystyle \mathbb {R} } formuliert, teils für Wahrscheinlichkeitsmaße in {\displaystyle \mathbb {R} ^{d}}.
- Teils wird der schwache Grenzwert der Folge von Wahrscheinlichkeitsmaßen und die entsprechende charakteristischen Funktionen als existent vorausgesetzt. Diese Formulierungen werden in diesem Artikel als spezielle Formulierung bezeichnet. Die allgemeinen Formulierungen zeigen dann die Existenz eines Grenzwertes und der charakteristischen Funktion.

## Eindimensionaler Fall
Gegeben seien Wahrscheinlichkeitsmaße {\displaystyle P,P_{1},P_{2},P_{3},\dots } auf {\displaystyle (\mathbb {R} ,{\mathcal {B}}(\mathbb {R} ))} und {\displaystyle \Phi ,\Phi _{1},\Phi _{2},\Phi _{3},\dots } die entsprechenden charakteristischen Funktionen.

### Spezieller Fall
Es ist äquivalent:
- Die Folge {\displaystyle (P_{n})_{n\in \mathbb {N} }} konvergiert schwach gegen {\displaystyle P}
- Die Folge {\displaystyle (\Phi _{n})_{n\in \mathbb {N} }} konvergiert punktweise gegen {\displaystyle \Phi }.

### Allgemeiner Fall
Es ist äquivalent:
- Die Folge {\displaystyle (P_{n})_{n\in \mathbb {N} }} konvergiert schwach
- Die Folge {\displaystyle (\Phi _{n})_{n\in \mathbb {N} }} konvergiert punktweise gegen eine in 0 stetige Funktion {\displaystyle f}

Dann ist die Funktion {\displaystyle f} die charakteristische Funktion des schwachen Grenzwertes von {\displaystyle (P_{n})_{n\in \mathbb {N} }}. Das heißt, es gilt
{\displaystyle w{\text{-}}\!\lim _{n\to \infty }P_{n}=Q}
und {\displaystyle \Phi _{Q}=f}.

## Höherdimensionaler Fall
Gegeben seien Wahrscheinlichkeitsmaße {\displaystyle P,P_{1},P_{2},P_{3},\dots } auf {\displaystyle (\mathbb {R} ^{d},{\mathcal {B}}(\mathbb {R} ^{d}))} und {\displaystyle \Phi ,\Phi _{1},\Phi _{2},\Phi _{3},\dots } die entsprechenden charakteristischen Funktionen.

### Spezieller Fall
Analog zum eindimensionalen Fall ist äquivalent:
- Die Folge {\displaystyle (P_{n})_{n\in \mathbb {N} }} konvergiert schwach gegen {\displaystyle P}
- Die Folge {\displaystyle (\Phi _{n})_{n\in \mathbb {N} }} konvergiert punktweise gegen {\displaystyle \Phi }.

### Allgemeiner Fall
Eine Funktion
{\displaystyle f:\mathbb {R} ^{d}\to \mathbb {R} }
heißt partiell stetig in {\displaystyle x'}, wenn für alle {\displaystyle j=1,\dots ,d} die Funktionen
{\displaystyle y_{j}\mapsto f(x_{1},\dots ,x_{j-1},y_{j},x_{j+1},\dots ,x_{d})}
stetig in {\displaystyle y_{j}=x'_{j}} sind.
Der Stetigkeitssatz lautet nun:
- Konvergieren die {\displaystyle \Phi _{n}} punktweise gegen eine in 0 partiell stetige Funktion {\displaystyle f}, so ist diese Funktion die charakteristische Funktion {\displaystyle f=\Phi _{Q}} eines Wahrscheinlichkeitsmaßes {\displaystyle Q} und es gilt

{\displaystyle w{\text{-}}\!\lim _{n\to \infty }P_{n}=Q}.
- Konvergiert umgekehrt {\displaystyle (P_{n})_{n\in \mathbb {N} }} schwach gegen ein Wahrscheinlichkeitsmaß {\displaystyle P}, so konvergieren die charakteristischen Funktionen auf kompakten Mengen gleichmäßig gegen {\displaystyle \Phi _{P}}.